# Die Beischlafdiebin
Pour plus de détails, voir Fiche technique et Distribution.
Die Beischlafdiebin (en français, Les Voleuses pendant le sommeil) est un téléfilm allemand réalisé par Christian Petzold diffusé en 1998.

## Synopsis
Petra est chez elle dans les capitales touristiques du monde. Elle vit pour séduire les hommes et les dépouiller à l'aide de somnifères.
Avec une partie de l'argent volé, elle finance sa jeune sœur Franziska, d'abord les études et plus tard une agence de traduction. Franziska pense que sa grande sœur gagne de l’argent en tant que manager à distance.
Petra, qui a la police sur les talons, déménage chez sa petite sœur à Cologne, où elle veut commencer une nouvelle vie plus heureuse. Mais bientôt, elle découvre que Franziska a aussi quelque chose à cacher. Franziska est profondément endettée.

## Fiche technique
- Titre : Die Beischlafdiebin
- Réalisation : Christian Petzold assisté d'Andreas Struck
- Scénario : Christian Petzold
- Musique : Stefan Will (de)
- Direction artistique : Kade Gruber
- Costumes : Anette Guther
- Photographie : Hans Fromm
- Son : Martin Ehlers-Falkenberg, Heino Herrenbrück
- Montage : Katja Dringenberg (de)
- Production : Bettina Reitz, Caroline von Senden
- Sociétés de production : Schramm Film Koerner & Weber, Arte, ZDF
- Pays d'origine :  Allemagne
- Langue : allemand
- Format : Couleur - 1,78:1 - Mono - 35 mm
- Genre : Drame
- Durée : 85 minutes
- Dates de sortie :
  -  Allemagne : 2 novembre 1998 sur ZDF.

## Distribution
- Constanze Engelbrecht : Petra
- Nele Mueller-Stöfen : Franziska
- Wolfram Berger : Thief
- Richy Müller : L'officier de police
- Nadeshda Brennicke : La serveuse
- Andrea Brose (de) : Miriam
- Jörg Friedrich : Le chef du personnel
- Tilo Nest (de) : Le chef du personnel
- Karl Knaup (de) : Le chef du personnel

## Source de la traduction
- (de) Cet article est partiellement ou en totalité issu de l’article de Wikipédia en allemand intitulé « Die Beischlafdiebin » (voir la liste des auteurs).